# Marcillac (AOC)
Pour les articles homonymes, voir Marcillac.
Le marcillac est un vin rouge ou rosé français d'appellation d'origine contrôlée produit dans les vignobles du Sud-Ouest de la France, autour de Marcillac-Vallon dans l'Aveyron.

## Histoire
Ce vignoble s'est développé sous les auspices de l'abbaye de Conques il y a près de 1 000 ans. D'abord prospère, la production de vin subvenait à la consommation locale. Les vins étaient prisés par la bourgeoisie et le clergé ruthénois dont les représentants avaient installé leur résidence de campagne dans le vignoble. Ils étaient aussi nécessaires pour compléter les besoins énergétiques des mineurs et travailleurs agricoles. 
Une crise sanitaire à la fin du XIXe siècle, des gelées au début du XXe siècle et le déclin de la mine eurent raison de la production qui se trouva au plus bas en 1965. C'est alors qu'une poignée de producteurs décidèrent de réagir avant l'extinction complète du vignoble. En 1965, ils postulèrent pour être classé VDQS afin de sortir de l'anonymat et se remotiver. Ils réaménagèrent le vignoble pour mécaniser au minimum les travaux en créant des terrasses étroites (des faisses en rouergat). En 1990, ils obtinrent tout naturellement la protection de l'appellation par le biais de l'AOC.
Depuis 1990, l'appellation d'origine de ce vin produit par les paysans dans ce vignoble est protégé par une appellation d'origine contrôlée. En 2020, cette protection a donc fêté ses 30 ans.

## Situation géographique
Situé dans le Massif central méridional, dans le département de l'Aveyron, à 20 km au nord-ouest de Rodez. L'aire de production et de vinification s'étend sur les communes de Marcillac-Vallon, Balsac, Clairvaux-d'Aveyron, Goutrens, Mouret, Nauviale, Pruines, Salles-la-Source, Saint-Cyprien-sur-Dourdou, Saint-Christophe-Vallon et Valady.

### Géologie
Il est implanté sur des sols d'argile rouge riche en oxyde de fer, localement appelées « rougiers » et sur des sols calcaires localement appelés « causse ». Les parcelles sont situées sur des coteaux et aménagés en terrasses quand la pente est vraiment trop forte. Cet ensemble forme une sorte d'amphithéâtre orienté plein sud, permettant de bonnes maturités.

### Climatologie
Climat variable au fil des saisons, les influences semi-continentales en hiver et méditerranéennes en été s'y font ressentir. Cependant, l'ensoleillement annuel se situe à un niveau notable soit environ 2 200 H/an. On assiste très souvent à des hivers très rigoureux et à des étés très chauds et ensoleillés, dignes des villes du pourtour méditerranéen.
Température de Rodez, car le vignoble de Marcillac est situé à côté :
| Mois                                        | Janv. | Fév. | Mars | Avr. | Mai  | Juin | Juil. | Août | Sept. | Oct. | Nov. | Déc. | Année |
| ------------------------------------------- | ----- | ---- | ---- | ---- | ---- | ---- | ----- | ---- | ----- | ---- | ---- | ---- | ----- |
| Température mensuelle moyenne minimale (°C) | 1     | 1    | 3    | 4    | 8    | 12   | 14    | 14   | 11    | 8    | 4    | 2    | 6,8   |
| Température mensuelle moyenne maximale (°C) | 6     | 7    | 11   | 13   | 17   | 22   | 25    | 25   | 20    | 15   | 9    | 7    | 14,8  |
| Précipitations (hauteur moyenne en mm)      | 36,2  | 27,0 | 23,9 | 43,8 | 46,0 | 34,9 | 22,9  | 31,1 | 50,0  | 60,1 | 45,1 | 37,7 | 38,2  |
| Source: MSN Météo                           |       |      |      |      |      |      |       |      |       |      |      |      |       |

## Vignoble

### Présentation
Le vin est rouge ou rosé. Il représente en 2004, 161 hectares pour 8 000 hectolitres de production.

### Encépagement
Le cépage principal est le mansois, nom local du Fer servadou à 90 %, le reste étant des cabernets (sauvignon ou franc), du merlot et du prunelard.

### Terroir et vins
Ce vin est en général tannique et rustique, il dénote un arôme prédominant de framboise et de cassis.

### Vinification
C'est l'ensemble des opérations nécessaires à la transformation du moût (nom du jus de raisin) et à l'élaboration du vin. Certaines de ces opérations sont nécessaires, telle la fermentation alcoolique, et d'autres permettent d'affiner le profil du vin, tant au niveau aromatique (olfactif) que gustatif (goûts).

#### Vinification en rouge

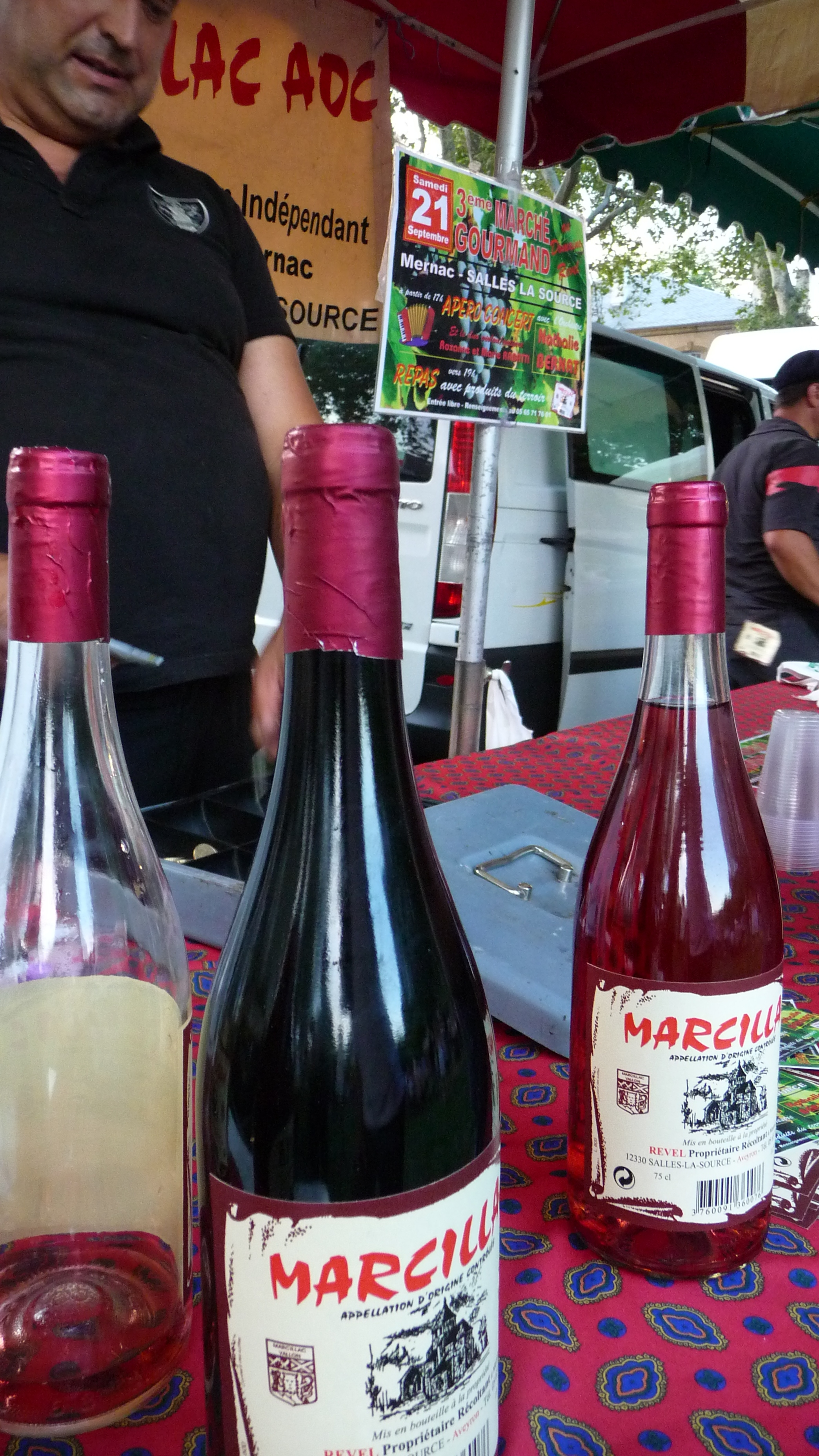
Vins de Marcillac rosé et rouge au marché. Ici, une production de vigneron.

La vinification en rouge consiste à faire un pressurage après que la fermentation a commencé. Pendant toute cette phase, le moût est en contact avec les matières solides de la vendange. Celles-ci sont très riches en tanins, matières colorantes, odorantes, minérales et azotées. Ces substances vont alors se dissoudre plus ou moins dans le moût et se retrouver dans le vin. 
C'est la cuvaison pendant laquelle les sucres se transforment en alcool (fermentation alcoolique) et le jus se voit enrichi par les composants du moût. Plus la macération est longue, plus la coloration du vin sera intense. Se dissolvent également les tanins, leur taux sera aussi fonction du temps de la cuvaison. Plus elle sera longue, plus les vins seront aptes à vieillir. Durant cette phase, se produit une forte élévation de la température. Celle-ci est de plus en plus contrôlée par la technique de maîtrise des températures.

#### Vinification en rosé

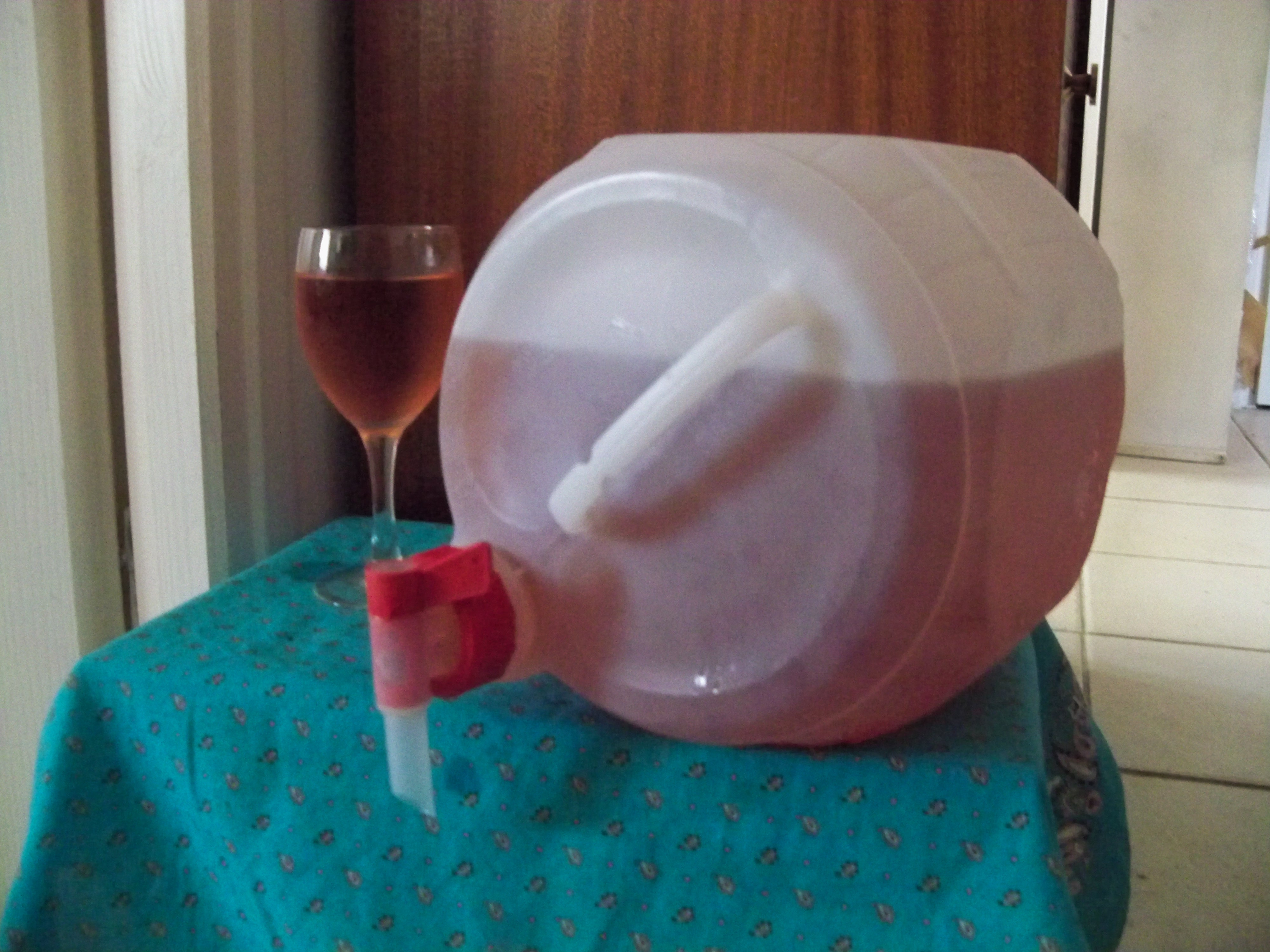
Cubitainer de marcillac rosé

La vinification en rosé se produit par macération, limitée dans le temps, de cépages à pellicule noire avec possible ajout de cépages blancs. Le vin rosé n'a pas de définition légale. Mais ses techniques de vinification sont très strictes et n'autorisent en rien en Europe le mélange de vin rouge et blanc. Deux principes différents sont utilisés :
- Le premier consiste à extraire par écoulement une partie du jus dès l'encuvage lors de la vinification en rouge ; c'est la saignée. C'est le jus qui s'égoutte sous le poids de la vendange — au maximum entre 20 et 25 % — et qui va macérer durant 3 à 24 heures. Cette méthode produit des vins rosés à la robe soutenue, et la quantité potentielle produite dépend de la concentration recherchée pour le vin rouge produit.
- Le second principe est le pressurage direct, qui consiste à extraire le jus en plusieurs fois, au cours de la macération, qui dure quelques heures. Les jus successivement extraits sont progressivement plus chargés en tanins provenant des peaux, et peuvent ensuite être assemblés. Une vendange bien mûre pourra colorer le jus et sa vinification se fait en blanc[7].

La maîtrise des températures est une nécessité, un vin rosé a une robe qui s'apparente à celle d'un vin rouge très clair, plus le fruit et la fraîcheur des vins blancs.

### Type de vins et gastronomie

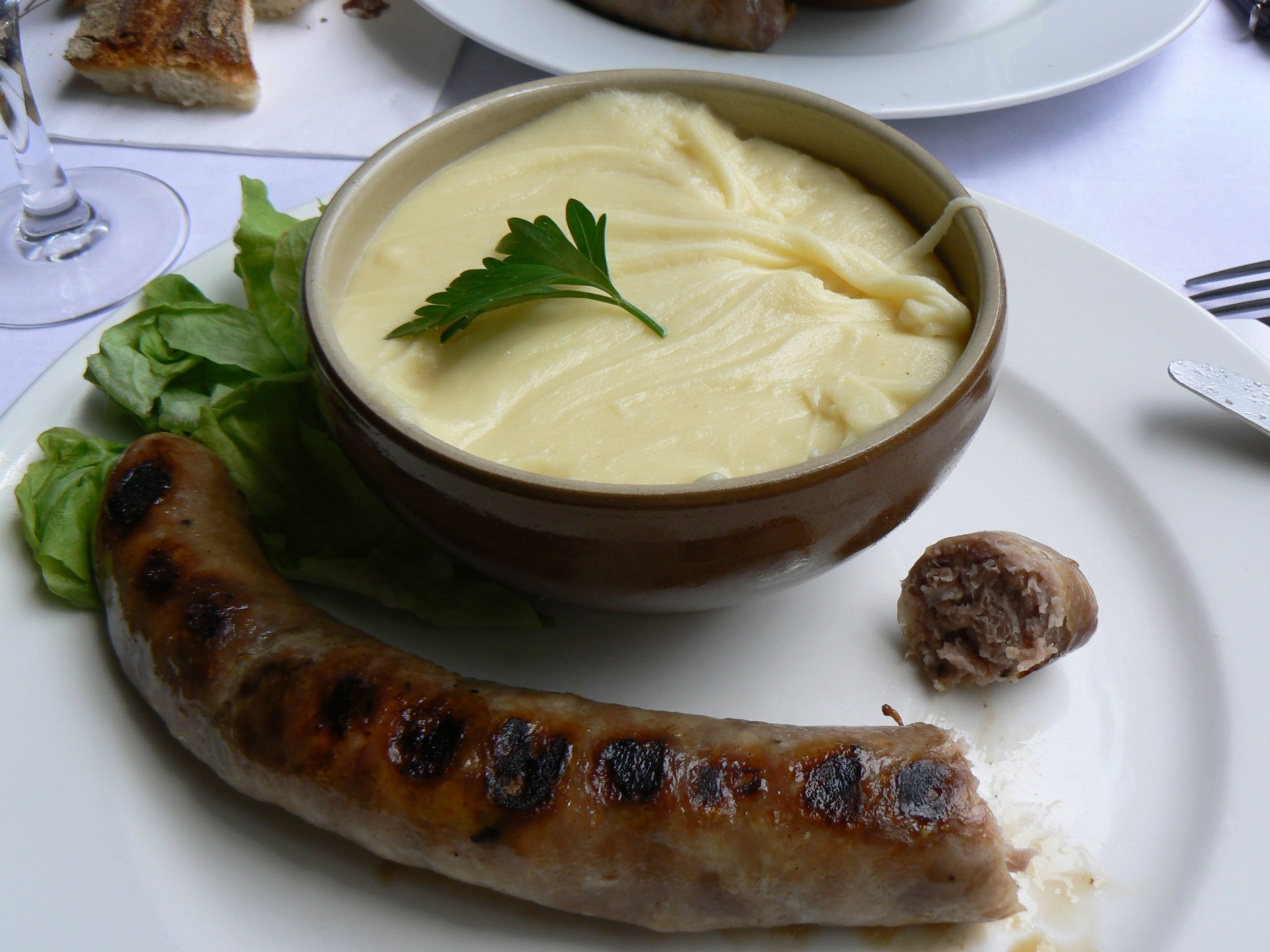
Aligot saucisse

Il s'accommode bien de la cuisine locale, comme le gibier, l'aligot-saucisse, les tripous, les tripous trenèls, les fourmes : bleu des Causses, roquefort, laguiole ou salers....
Il accompagne également bien les viandes provenant des nombreux élevages locaux (veau, vache, bœuf, mouton, porc)

### Commercialisation
Ce vin est essentiellement commercialisé sur le lieu de production (marchés, domaines, caves et caveaux) et dans les grandes et moyennes surfaces.

## Producteurs de l'appellation
| Domaine                   | Producteur                |
| ------------------------- | ------------------------- |
| Domaine de la Carolie     | Joël Gradels              |
| Domaine de la mansoise    | Mazenc Stéphane           |
| Domaine de Ladrech        | Les Vignerons du Vallon   |
| Domaine Croizat           | Philippe Croizat          |
| Domaine de l'Albinie      | Alain Falguières          |
| Domaine des Costes Rouges | Claudine et Éric Vinas    |
| Domaine du Cros           | Philippe Teulier          |
| Domaine du Mioula         | Bernard Angles            |
| Domaine Durand            | Michel Durand             |
| Domaine Laurens           | Gilbert et Michel Laurens |
| Domaine Matha             | Jean-Luc Matha            |
| Domaine Revel             | Jean-Marie Revel          |
| Domaine Terres d'Angles   | Bernard Angles            |